# Michael Woud
Michael Cornelis Woud (ur. 16 stycznia 1999 w Auckland) – nowozelandzki piłkarz występujący na pozycji bramkarza w holenderskim klubie Almere City oraz w reprezentacji Nowej Zelandii.

## Kariera klubowa

### Willem II
14 lipca 2018 podpisał kontrakt z klubem Willem II. Zadebiutował 30 marca 2019 w meczu Eredivisie przeciwko Fortunie Sittard (3:2).

### Almere City
1 lipca 2020 został wysłany na roczne wypożyczenie do drużyny Almere City. Zadebiutował 30 sierpnia 2020 w meczu Eerste divisie przeciwko MVV Maastricht (0:0). 26 stycznia 2021 jego wypożyczenie zostało skrócone, po czym przeszedł do klubu na zasadzie transferu definitywnego.

## Kariera reprezentacyjna

### Nowa Zelandia U-17
W styczniu 2015 roku otrzymał powołanie do reprezentacji Nowej Zelandii U-17. Zadebiutował 13 stycznia 2015 w meczu fazy grupowej Mistrzostw Oceanii U-17 2015 przeciwko reprezentacji Fidżi U-17 (0:6). W październiku 2015 otrzymał powołanie na Mistrzostwa Świata U-17 2015. Na Mundialu U-17 2015 zadebiutował 19 października 2015 w meczu fazy grupowej przeciwko reprezentacji Francji U-17 (1:6).

### Nowa Zelandia U-20
W 2016 roku otrzymał powołanie do reprezentacji Nowej Zelandii U-20. Zadebiutował 3 września 2016 w meczu fazy grupowej Mistrzostw Oceanii U-20 2016 przeciwko reprezentacji Wysp Cooka U-20 (3:0). W maju 2017 otrzymał powołanie na Mistrzostwa Świata U-20 2017. Na Mundialu U-20 2017 zadebiutował 22 maja 2017 w meczu fazy grupowej przeciwko reprezentacji Wietnamu U-20 (0:0). 16 kwietnia 2019 otrzymał powołanie na Mistrzostwa Świata U-20 2019. Na Mundialu U-20 2019 zadebiutował 24 maja 2019 w meczu fazy grupowej przeciwko reprezentacji Hondurasu U-20 (0:5).

### Nowa Zelandia
W 2018 roku otrzymał powołanie do reprezentacji Nowej Zelandii. Zadebiutował 7 czerwca 2018 w meczu towarzyskim przeciwko reprezentacji Indii (1:2).

## Statystyki

### Klubowe
(aktualne na dzień 16 marca 2021)
| Klub               | Sezon              | Liga               | Liga  | Liga   | Puchar kraju | Puchar kraju | Suma  | Suma   |
| Klub               | Sezon              | Liga               | Mecze | Bramki | Mecze        | Bramki       | Mecze | Bramki |
| ------------------ | ------------------ | ------------------ | ----- | ------ | ------------ | ------------ | ----- | ------ |
| Willem II          | 2018/19            | Eredivisie         | 4     | 0      | 0            | 0            | 4     | 0      |
| Willem II          | 2019/20            | Eredivisie         | 1     | 0      | 0            | 0            | 1     | 0      |
| Willem II          | Ogólnie            | Ogólnie            | 5     | 0      | 0            | 0            | 5     | 0      |
| Almere City (wyp.) | 2020/21            | Eerste divisie     | 21    | 0      | 1            | 0            | 22    | 0      |
| Almere City (wyp.) | Ogólnie            | Ogólnie            | 21    | 0      | 1            | 0            | 22    | 0      |
| Almere City        | 2020/21            | Eerste divisie     | 7     | 0      | 0            | 0            | 7     | 0      |
| Almere City        | Ogólnie            | Ogólnie            | 7     | 0      | 0            | 0            | 7     | 0      |
| Ogólnie w karierze | Ogólnie w karierze | Ogólnie w karierze | 33    | 0      | 1            | 0            | 34    | 0      |

### Reprezentacyjne
(aktualne na dzień 16 marca 2021)
| Reprezentacja      | Rok     | Mecze | Bramki |
| ------------------ | ------- | ----- | ------ |
| Nowa Zelandia U-17 |         |       |        |
| 2015               | 9       | 0     |        |
| Ogólnie            | Ogólnie | 9     | 0      |
| Nowa Zelandia U-20 |         |       |        |
| 2016               | 5       | 0     |        |
| 2017               | 4       | 0     |        |
| 2018               | 0       | 0     |        |
| 2019               | 3       | 0     |        |
| Ogólnie            | Ogólnie | 12    | 0      |
| Nowa Zelandia      |         |       |        |
| 2018               | 1       | 0     |        |
| 2019               | 1       | 0     |        |
| Ogólnie            | Ogólnie | 2     | 0      |

| Mecze i gole w reprezentacji | Mecze i gole w reprezentacji | Mecze i gole w reprezentacji | Mecze i gole w reprezentacji | Mecze i gole w reprezentacji | Mecze i gole w reprezentacji | Mecze i gole w reprezentacji | Mecze i gole w reprezentacji |
| Nowa Zelandia U-17           | Nowa Zelandia U-17           | Nowa Zelandia U-17           | Nowa Zelandia U-17           | Nowa Zelandia U-17           | Nowa Zelandia U-17           | Nowa Zelandia U-17           | Nowa Zelandia U-17           |
| Lp.                          | Data                         | Miejsce                      | Gospodarz                    | Gość                         | Wynik                        | Gol                          | Rozgrywki                    |
| ---------------------------- | ---------------------------- | ---------------------------- | ---------------------------- | ---------------------------- | ---------------------------- | ---------------------------- | ---------------------------- |
| 1.                           | 13.01.2015                   | Apia                         | Fidżi U-17                   | Nowa Zelandia U-17           | 0:6                          |                              | Mistrzostwa OFC U-17 2015    |
| 2.                           | 17.01.2015                   | Apia                         | Papua-Nowa Gwinea U-17       | Nowa Zelandia U-17           | 0:3                          |                              | Mistrzostwa OFC U-17 2015    |
| 3.                           | 19.01.2015                   | Apia                         | Nowa Zelandia U-17           | Nowa Kaledonia U-17          | 5:4                          |                              | Mistrzostwa OFC U-17 2015    |
| 4.                           | 24.01.2015                   | Pago Pago                    | Nowa Zelandia U-17           | Vanuatu U-17                 | 5:1                          |                              | Mistrzostwa OFC U-17 2015    |
| 5.                           | 26.01.2015                   | Pago Pago                    | Nowa Zelandia U-17           | Tahiti U-17                  | 1:1 k. 5:4                   |                              | Mistrzostwa OFC U-17 2015    |
| 6.                           | 19.10.2015                   | Puerto Montt                 | Nowa Zelandia U-17           | Francja U-17                 | 1:6                          |                              | MŚ U-17 2015                 |
| 7.                           | 22.10.2015                   | Puerto Montt                 | Nowa Zelandia U-17           | Syria U-17                   | 0:0                          |                              | MŚ U-17 2015                 |
| 8.                           | 25.10.2015                   | Puerto Montt                 | Paragwaj U-17                | Nowa Zelandia U-17           | 1:2                          |                              | MŚ U-17 2015                 |
| 9.                           | 28.10.2015                   | Viña del Mar                 | Brazylia U-17                | Nowa Zelandia U-17           | 1:0                          |                              | MŚ U-17 2015                 |
| Nowa Zelandia U-20           |                              |                              |                              |                              |                              |                              |                              |
| Lp.                          | Data                         | Miejsce                      | Gospodarz                    | Gość                         | Wynik                        | Gol                          | Rozgrywki                    |
| 1.                           | 03.09.2016                   | Luganville                   | Nowa Zelandia U-20           | Wyspy Cooka U-20             | 3:0                          |                              | Mistrzostwa OFC U-20 2016    |
| 2.                           | 06.09.2016                   | Luganville                   | Tahiti U-20                  | Nowa Zelandia U-20           | 1:4                          |                              | Mistrzostwa OFC U-20 2016    |
| 3.                           | 10.09.2016                   | Luganville                   | Wyspy Salomona U-20          | Nowa Zelandia U-20           | 0:0                          |                              | Mistrzostwa OFC U-20 2016    |
| 4.                           | 13.09.2016                   | Luganville                   | Nowa Zelandia U-20           | Nowa Kaledonia U-20          | 3:1                          |                              | Mistrzostwa OFC U-20 2016    |
| 5.                           | 17.09.2016                   | Port Vila                    | Nowa Zelandia U-20           | Vanuatu U-20                 | 5:0                          |                              | Mistrzostwa OFC U-20 2016    |
| 6.                           | 22.05.2017                   | Cheonan                      | Wietnam U-20                 | Nowa Zelandia U-20           | 0:0                          |                              | MŚ U-20 2017                 |
| 7.                           | 25.05.2017                   | Cheonan                      | Nowa Zelandia U-20           | Honduras U-20                | 3:1                          |                              | MŚ U-20 2017                 |
| 8.                           | 28.05.2017                   | Daejeon                      | Nowa Zelandia U-20           | Francja U-20                 | 0:2                          |                              | MŚ U-20 2017                 |
| 9.                           | 01.06.2017                   | Inczon                       | Stany Zjednoczone U-20       | Nowa Zelandia U-20           | 6:0                          |                              | MŚ U-20 2017                 |
| 10.                          | 24.05.2019                   | Lublin                       | Honduras U-20                | Nowa Zelandia U-20           | 0:5                          |                              | MŚ U-20 2019                 |
| 11.                          | 27.05.2019                   | Łódź                         | Norwegia U-20                | Nowa Zelandia U-20           | 0:2                          |                              | MŚ U-20 2019                 |
| 12.                          | 02.06.2019                   | Łódź                         | Kolumbia U-20                | Nowa Zelandia U-20           | 1:1 k. 5:4                   |                              | MŚ U-20 2019                 |
| Nowa Zelandia                |                              |                              |                              |                              |                              |                              |                              |
| Lp.                          | Data                         | Miejsce                      | Gospodarz                    | Gość                         | Wynik                        | Gol                          | Rozgrywki                    |
| 1.                           | 07.06.2018                   | Mumbaj                       | Indie                        | Nowa Zelandia                | 1:2                          |                              | Mecz towarzyski              |
| 1.                           | 17.11.2019                   | Wilno                        | Litwa                        | Nowa Zelandia                | 1:0                          |                              | Mecz towarzyski              |

## Sukcesy

### Reprezentacyjne

#### Nowa Zelandia U-17
- Mistrzostwa Oceanii U-17 (1×): 2015

#### Nowa Zelandia U-20
- Mistrzostwa Oceanii U-20 (1×): 2016